# عين الحجر (ولاية سعيدة)
عين لحجر ⵄⵉⵏ ⵍⴰⵃⵊⴰⵔ  بلدية بدائرة عين الحجر ولاية سعيدة الجزائرية، تقع جنوب الأطلس التلي بمنطقة الهضاب العليا، تحدها شمالا بلديتي سعيدة وذوي ثابت وشرقا بلدية الحساسنة وغربا بلديتي يوب وتفسور (سيدي بلعباس) وجنوبا بلديتي مولاي لعربي وسيدي أحمد وهي تعتبر من المناطق الصناعية الكبرى بولاية سعيدة يمارس سكانها الزراعة كمصدر اساسي , وهي بلدية تعدادها السكاني حوالي 29022 نسمة (2008).

## تاريخ المنطقة
تأسست البلدية في البداية كقرية عام 1875 عن طريق الجمعية الفرنسية/الجزائرية تابعة لمقاطعة معسكر بـوهران، وتعتبر المنطقة من بين أكبر المناطق قدما في الغرب الوهراني وأفريقيا بشكل عام حيث سكنها الإنسان البربري القديم (إنسان ما قبل التاريخ), وشهدت توافد الجيتول وكذا الحضارات البشرية كالحضارة الاشولينية، كما يعتقد أنها كانت قديما تحمل الاسم الأمازيغي «تيدرناتين» الذي أصبح الآن يشمل النصف الشمالي منها فقط.
تزخر  بلدية عين الحجر بالكثير من الآثار التاريخية التي تحكي تاريخ البلدية عبر العصور، من بينها مغارة «عين المانعة» التي تعود إلى عصر ما قبل التاريخ.
وقد تم تصنيف هذه المغارة ضمن قائمة المواقع الأثرية الوطنية، حيث يوجد هذا الموقع الأثري بواد ذو سلسلة من القطع الصخرية وحسب الدراسات فقد تم اكتشاف قطع حجرية وأدوات صيد أثبتت أن المغارة كانت مأهولة من طرف إنسان ما قبل التاريخ، وبالنسبة للحوض، فإنه يحتوي على ملاجئ تعود إلى تلك الفترة، وقد أجريت حفريات أثرية على الموقع من قبل علماء آثار فرنسيين، أسفرت عن  اكتشاف مخلفات أثرية مختلفة من ورؤوس سهام وسكاكين وكريات كانت تستعمل في عمليات الصيد، كما تتواجد على جدران كهوف الموقع ومغاراته نقوش حجرية تمثل مشاهد لصيد النعام وبعض أنواع الغزلان، علما أنه توجد عينات منها بمتحف زبانة بوهران.
إضافة إلى منطقة «تيدرناتين» والتي تحتوي هي أيضا على آثار يعود تاريخها إلى عصور ما قبل التاريخ، كما تتوفر المنطقة على إمكانيات سياحية واعدة.
 وتعتر البلدية ذات طابع ومناخ معتدل مما يجعل منها منطقة فلاحية ممتازة، باردة شتاءا وحارة مصحوبة بالرياح الرملية صيفا.